# René Kirch
René Kirch (* 11. Mai 1984 in Würzburg) ist ein deutscher Politiker, Mitglied der CDU und seit dem April 2022 Bürgermeister der südhessischen Stadt Groß-Umstadt.

## Biografie
René Kirch wurde am 11. Mai 1984 in Würzburg geboren und wuchs im Odenwald im Reichelsheimer Ortsteil Bockenrod auf. Er ist römisch-katholisch und engagiert sich aktiv in der Ökumene. Kirch war im evangelischen Jugendchor und der katholischen Jugend aktiv. Seine Eltern führten ein Einzelhandelsgeschäft, in dem er aktiv mitarbeitete. Bis zum Tod seines Vaters im Jahr 2017 unterstützte er seine Mutter bei Aufgaben rund um die Pflege des Vaters. Rene Kirch ist verheiratet und hat vier Kinder. Seit 2020 lebt er mit seiner Familie in der Weininsel Groß-Umstadt.
Kirch absolvierte sein Studium an der Verwaltungsfachhochschule Wiesbaden von 2003 bis 2006 und sammelte während dieser Zeit praktische Erfahrungen in der Stadtverwaltung der Landeshauptstadt Wiesbaden. Nach seinem Studium arbeitete er im Jobcenter und übernahm dann Aufgaben im Bereich Fortbildung und Personalentwicklung der Landeshauptstadt Wiesbaden. 2016 bis 2017 war er in der Stadtverwaltung der Stadt Rüsselsheim am Main tätig. 2017 organisierte er den Hessentag mit. Ende 2017 bis Anfang 2019 war Kirch als Büroleiter des damaligen Landtagspräsidenten in den Hessischen Landtag Norbert Kartmann tätig. Vom Februar 2019 bis 2022 arbeitete René Kirch dann für die Stadt Darmstadt, erst als Sachgebietsleiter im IT-Bereich, später als kaufmännischer Betriebsleiter des Eigenbetriebs Immobilienmanagement der Stadt Darmstadt.

## Politische Karriere
Kirchs politische Karriere begann aktiv im Odenwald im Jahr 1998. Er wurde 2002 Kreisvorsitzender der Jungen Union Odenwald und war von 2004 bis 2008 Kreisvorsitzender der JU Wetterau. Kirch engagierte sich auf verschiedenen Ebenen der JU und der CDU, von der Orts- bis zur Landesverbandsarbeit. Er war Mitglied des Wetterauer Kreistags und Referent für Kommunales, Soziales und Familie im JU-Landesvorstand.
Nach seinem Umzug nach Darmstadt setzte Kirch sein politisches Engagement fort und kandidierte 2017 als Bürgermeister in Bickenbach. Bis zu seinem Umzug nach Groß-Umstadt war er stellvertretender Kreisvorsitzender der CDU Darmstadt und engagierte sich kommunalpolitisch im Fachausschuss für Kinderbetreuung und Familie. Im November 2021 wurde er zum Vorsitzenden der CDU Groß-Umstadt gewählt, trat jedoch nach seiner Wahl zum Bürgermeister von diesem Amt zurück.

## Bürgermeister von Groß-Umstadt
Nach dem Ableben des damaligen Bürgermeisters der Stadt Groß-Umstadt Joachim Ruppert Ende 2021 war eine Neuwahl notwendig geworden. Da in der Bürgermeisterwahl-Wahl am 20. März 2022 keiner der insgesamt vier Bewerber die nötige absolute Mehrheit erreichte, kam es zu einer Stichwahl am 3. April 2022, die der als unabhängiger Kandidat antretende René Kirch mit 65,14 % gegen seinen Konkurrenten Matthias Kreh von der SPD gewann.
Am 22. April 2022 wurde Rene Kirch zum Bürgermeister von Groß-Umstadt ernannt.
Nach einem dreitägigen Standesbeamtenlehrgang für Bürgermeister in der Akademie für Personenstandswesen in Bad Salzschlirf darf er seit Februar 2023 als Standesbeamter auch Trauungen vornehmen.